# Alessandro Gottifredi
Alessandro Luigi Gottifredi (ur. 3 maja 1595 w Rzymie, zm. 12 marca 1652 w Rzymie) – przełożony generalny Towarzystwa Jezusowego.
Pochodził z arystokratycznej rodziny rzymskiej. Jego ojcem chrzestnym był Camillo Borghese, późniejszy papież Paweł V. Wstąpił do jezuitów w 1610. Wykładał filozofię i teologię w Rzymie. Był rektorem Kolegium Rzymskiego, sekretarzem generała Muzio Vitelleschiego, wizytatorem prowincji neapolitańskiej, a następnie prowincjałem rzymskim.
X Kongregacja Generalna 21 stycznia 1652 wybrała go generałem. Funkcję pełnił przez dwa miesiące. Zmarł 12 marca, mając 57 lat, zanim kongregacja dobiegła końca, więc ci sami delegaci, podczas tej samej X Kongregacji Generalnej, wybrali jego następcą Goswina Nickela.